# سرو رابو ده میکو
سرو رابو ده میکو (به لاتین: Cerro Rabo de Mico) یک کوه در کاستاریکا است. سرو رابو ده میکو ۲٬۴۲۸ متر بالاتر از سطح دریا واقع شده‌است.